# Dominionisme
Le dominionisme (dominionism) est un mouvement qui trouve son origine aux États-Unis parmi les protestants conservateurs (années 1980), et qui cherche à influencer ou contrôler le gouvernement civil à travers l'action politique — l'objectif étant que la nation soit gouvernée par des Chrétiens ou qu'elle soit gouvernée par une compréhension chrétienne de la loi biblique.
On parle aussi de dominion theology. L'utilisation et l'application de cette terminologie est un sujet de controverse. Ce mouvement s'est étendu au Canada et en Europe.

## Origine du terme
Le terme "dominionism" trouve son origine à la fin des années 1980 pour décrire les activités d'une partie du Christian Right aux États-Unis mais a été utilisé pour décrire des tendances similaires au Canada, et dans plusieurs pays européens. Certains auteurs affirment[Qui ?] que les formes théocratiques les plus militantes du "dominionism" ont eu une influence directe sur le Christian Right plus modéré ; et que le dominionisme en général pose des questions concernant la séparation de l'Église et de l'État aux États-Unis.

## Doctrines reliées
Le domaine dans lequel s'inscrit le dominionisme est la théologie politique : cette théologie fut postulée par l'évêque Méliton de Sardes et plus tard reprise par Eusèbe de Césarée. Le Christ est conçu comme le « maître de l'univers » et le « roi des nations » dont le règne peut susciter la paix et la grâce perpétuelles.
Toutefois, le dominionisme protestant tel qu'il est conçu aux États-Unis est différent des doctrines traditionnelles de l'Église catholique et de l'Église orthodoxe.

## Source
- (en) Cet article est partiellement ou en totalité issu de l’article de Wikipédia en anglais intitulé « Dominionism » (voir la liste des auteurs).